# Malvesi

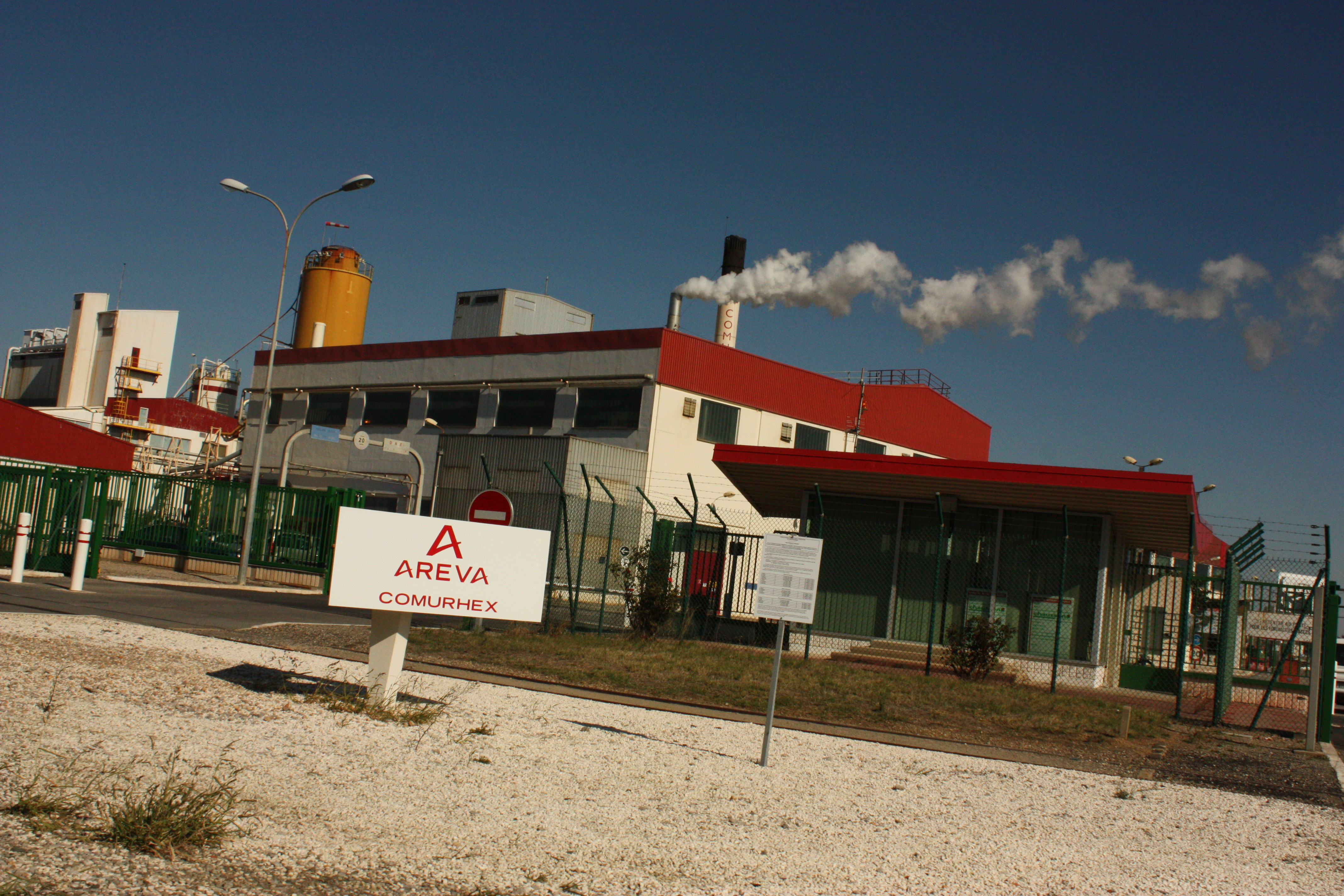
Entrén till Malvesi upparbetningsanläggning (2009).

Malvesi upparbetningsanläggning är ett raffinaderi och omvandlare för uran. Anläggningen är belägen i industriområdet Malvezy, nära staden Narbonne i södra Frankrike. Vid Malvesi upparbetas yellowcake och uranylnitrat från Marcoule till urantetrafluorid. Tetrafluoriden omvandlas sedan till uranhexafluorid vid en anläggning i Pierrelatte. Anläggningarna  har en medelkapacitet på cirka 15 000 ton uran per år, med möjligheter att öka upp till 21 000 tU per år (dock ej planerat). Comurhex, som är ett dotterbolag till den franska kärnenergikoncernen Orano (före detta Areva), driver anläggningen.